# St. Bartholomäus (Krombach)

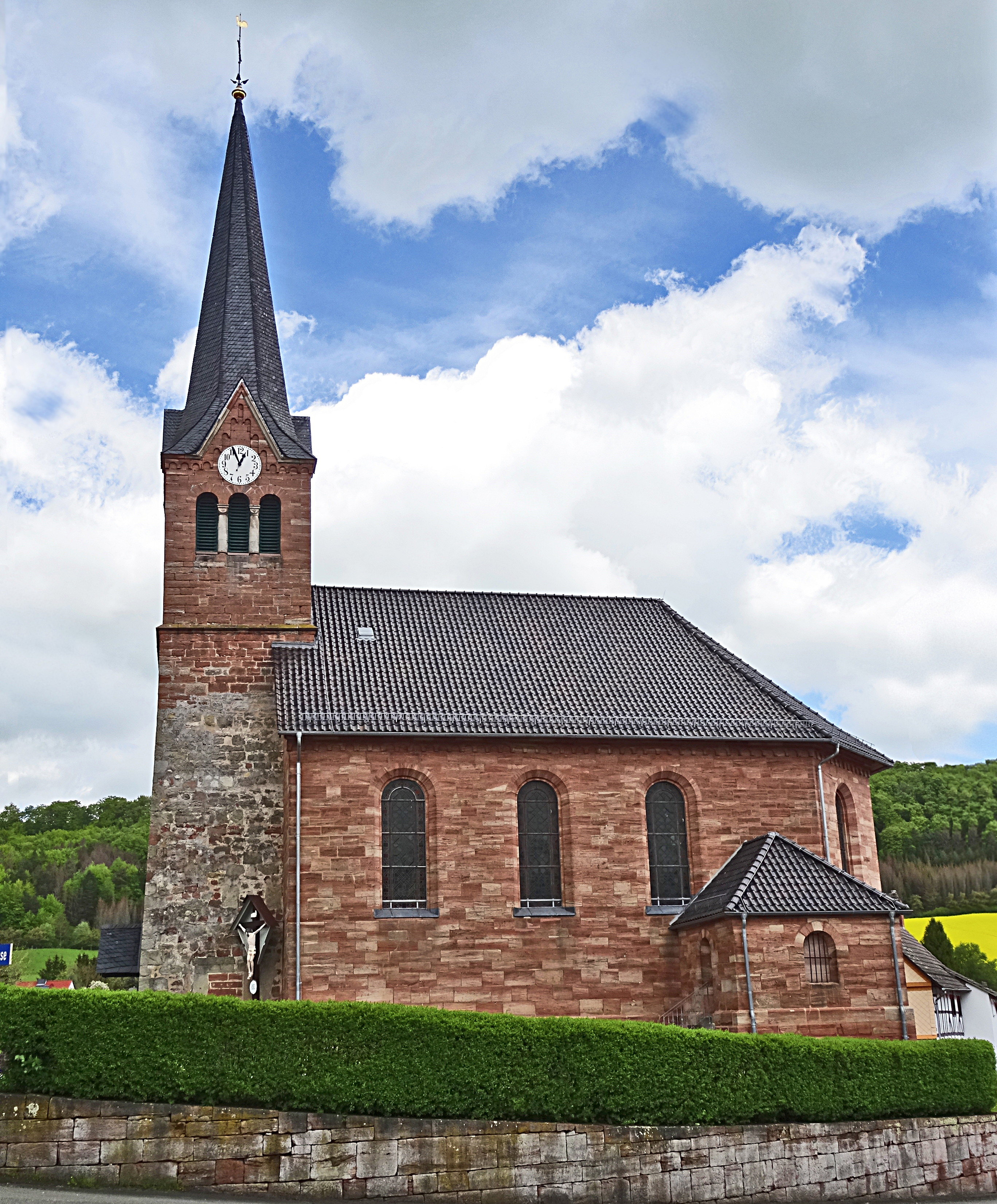
Römisch-katholische Kirche St. Bartholomäus in Krombach

Die römisch-katholische Filialkirche St. Bartholomäus steht in Krombach im thüringischen Landkreis Eichsfeld. Sie ist Filialkirche der Pfarrei St. Philippus und Jakobus Ershausen im Dekanat Dingelstädt des Bistums Erfurt. Sie trägt das Patrozinium des heiligen Bartholomäus.

## Lage

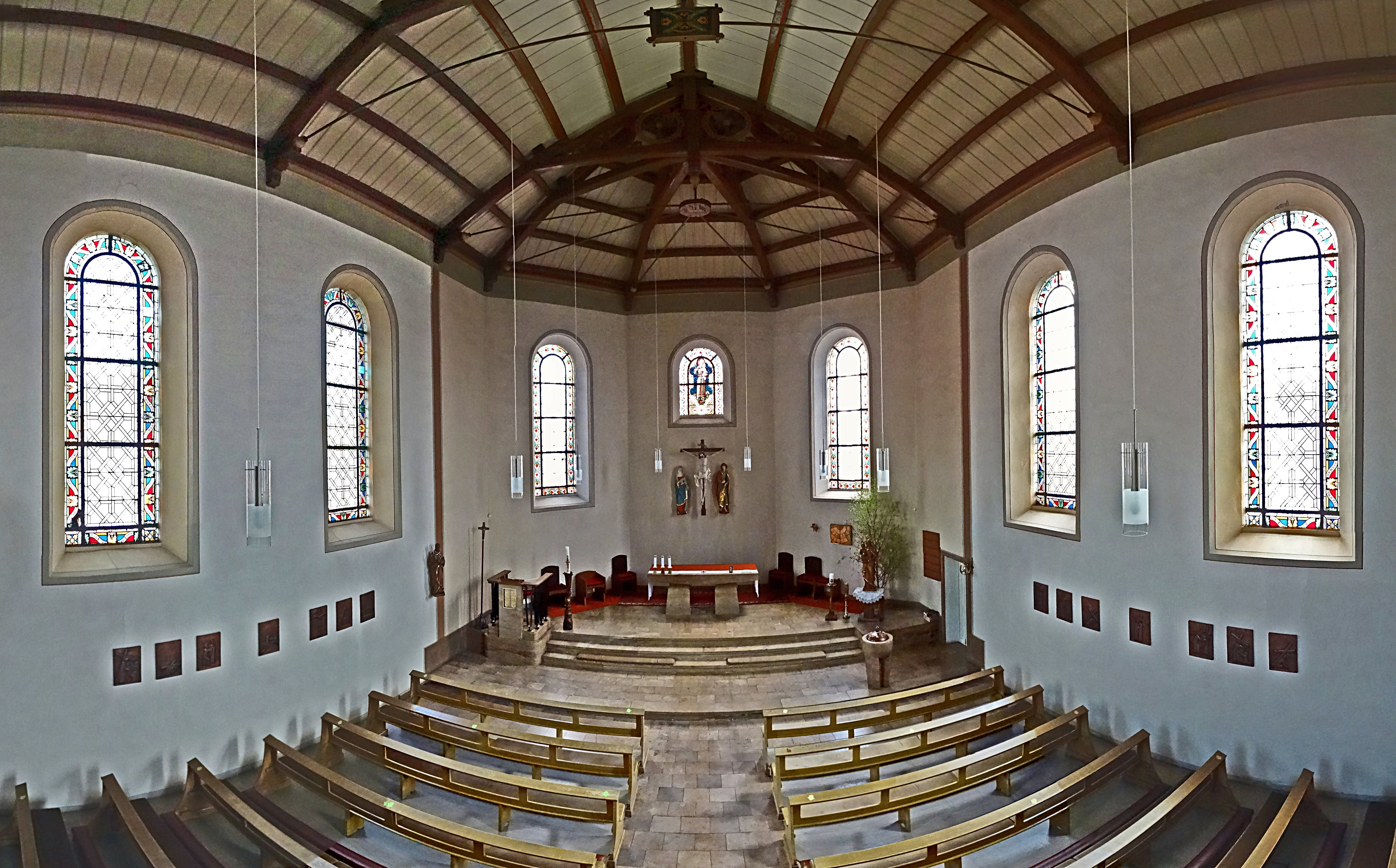
Innenansicht

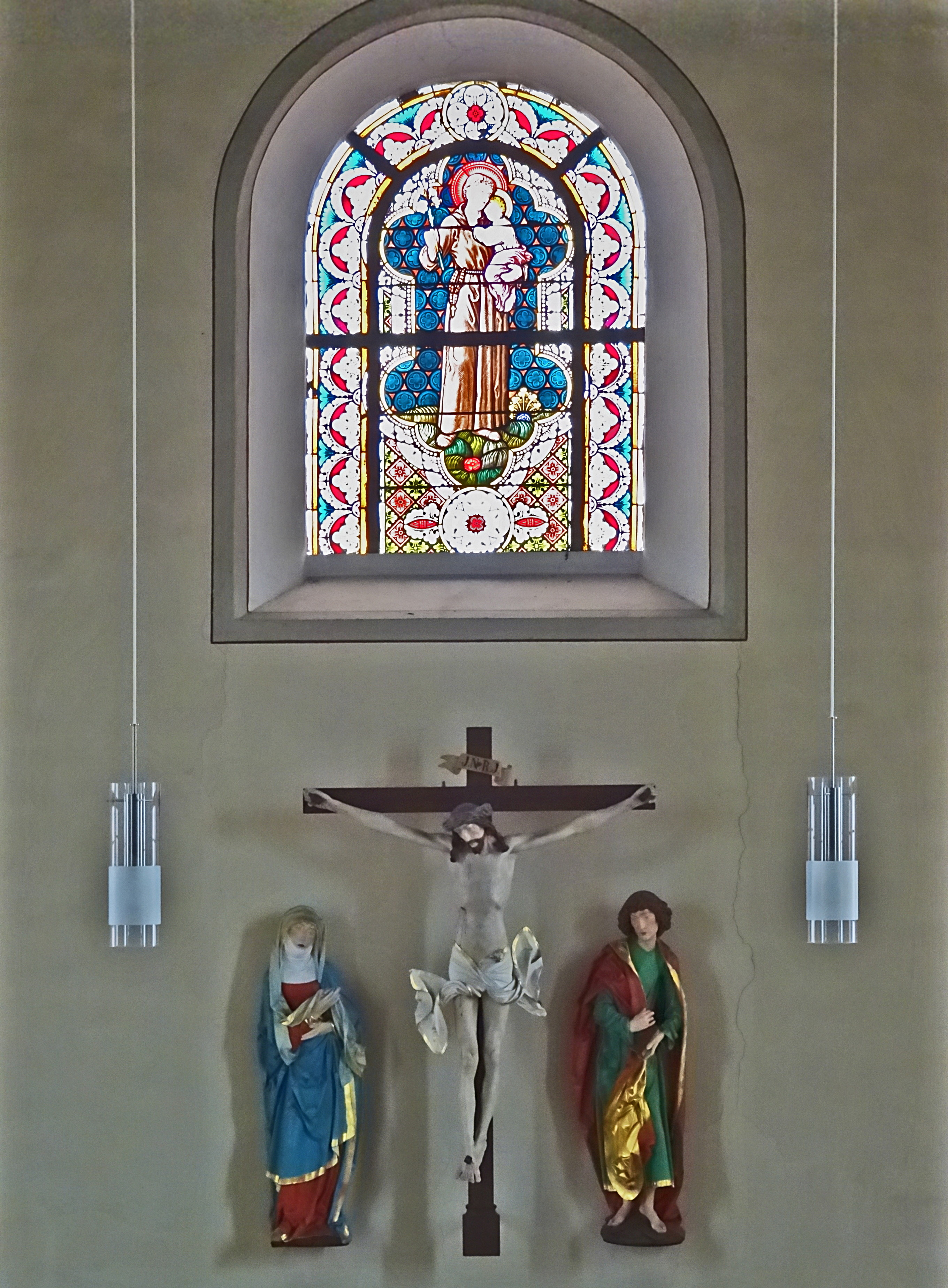
Kreuzgruppe und Altarfenster

Die Kirche ist vom Friedhof und dem Anger von Krombach umgeben.

## Geschichte
Eine erste Kirche war 1450 errichtet worden. 1612, 1648 und 1864 musste die Kirche jeweils neu aufgebaut werden. Der Bau der heutigen Kirche erfolgte 1873. Der untere Teil des Turms geht noch auf einen Vorgängerbau aus dem 16. Jahrhundert zurück.

## Orgel

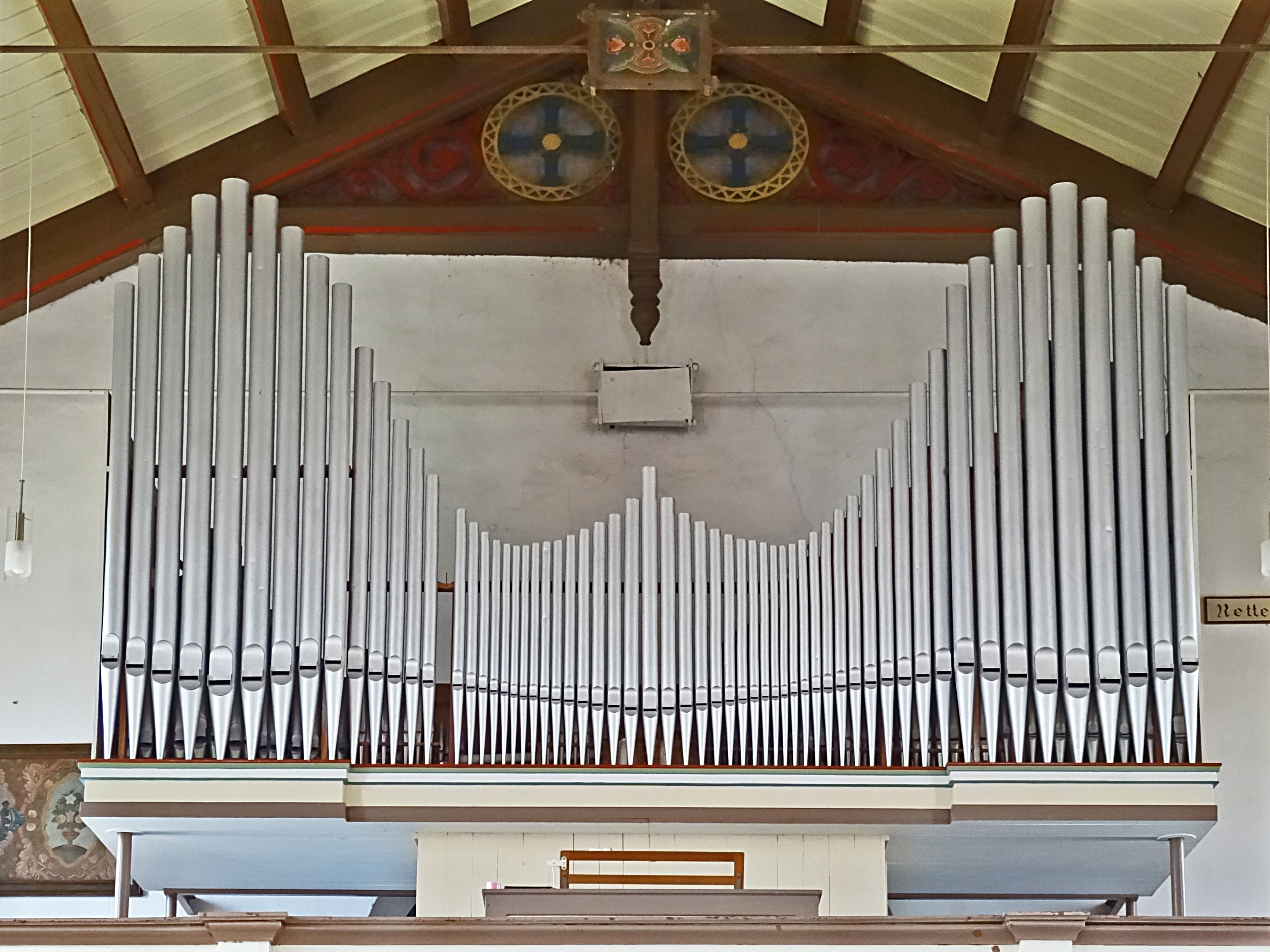
Bader-Orgel

Die Orgel wurde 1991 der krombacher Gemeinde von der Unterbalbacher Kolpingfamilie gespendet und ersetzte ein abgenutztes Instrument. Die überholte Orgel erklang am 26. August 1991 zum ersten Mal. Das Instrument wurde ca. 1960 von Wilhelm Bader junior gebaut und hat 16 Register inklusive einer Windabschwächung, verteilt auf zwei Manualen und Pedal. Register- und Tontraktur sind elektro-pneumatisch. Die Disposition lautet wie folgt:
| I Hauptwerk C–g3 |       |
| Prinzipal        | 8′    |
| Rohrflöte        | 8′    |
| Salicional       | 8′    |
| Waldflöte        | 4′    |
| Nasat            | 2 ⁄3′ |
| Mixtur III-IV    |       |

| II Positiv C–g3 |    |
| Bourdon         | 8′ |
| Quintatön       | 8′ |
| Praestant       | 4′ |
| Gemshorn        | 4′ |
| Sifflet         | 2′ |
| Terzcimbel III  |    |

| Pedal C–f1 |     |
| Subbass    | 16′ |
| Zartbass   | 16′ |
| Oktavbass  | 8′  |
| Choralbass | 4′  |
| Tremolo    |     |

- Koppeln:
  - Normalkoppeln: II/I, I/P, II/P
  - Superoktavkoppeln: II/I
  - Suboktavkoppeln: II/I
- Spielhilfen: 1 freie Kombination, Tutti, Automatisches Pianopedal, Crescendowalze, Auslöser

Anmerkungen
1. ↑  Windabschwächung aus Subbass 16'